# Eubilateria
Eubilateria (praví dvojstranně symetričtí živočichové) je fylogeneticky nepřirozená velká skupina živočichů (pokud se nejedná o pouhé synonymum k Bilateria, vizte níže). Zahrnuje všechny dvojstranně symetrické (Bilateria) kromě praploštěnců (Acoelomorpha). Dělí se na dvě velké sesterské skupiny, prvoústé a druhoústé.
V současnosti se dvoustranní živočichové (Bilateria) dělí na dvě přirozené skupiny:
- Xenacoelomorpha (pokud ovšem nejsou vnitřní skupinou druhoústých), kam patří mlžojedi (Xenoturbellida) a praploštěnci (Acoelomorpha)[pozn. 1] a
- Nephrozoa, kam spadají ostatní dvoustranní, tedy prvoústí a druhoústí.[pozn. 2]